# والتر پالم
والتر پالم (استونیایی: Valter Palm; ۱۰ دسامبر ۱۹۰۵ – ۳ نوامبر ۱۹۹۴) بوکسور اهل استونی بود.
وی در بازی‌های المپیک تابستانی ۱۹۲۴ و بازی‌های المپیک تابستانی ۱۹۲۸ شرکت کرده است.